# Vauchrétien

Vauchrétien este o comună în departamentul Maine-et-Loire, Franța. În 2009 avea o populație de 1,472 de locuitori.